# Frieda (Schiff)
Die Frieda (ehemals Niederpoyritz) ist eine 1986 gebaute Motorfähre, die in der Stadt Brandenburg an der Havel im Linienverkehr im Einsatz ist. Sie wird von der NORDSTERN Schifffahrtsgesellschaft mbH betrieben.

## Geschichte

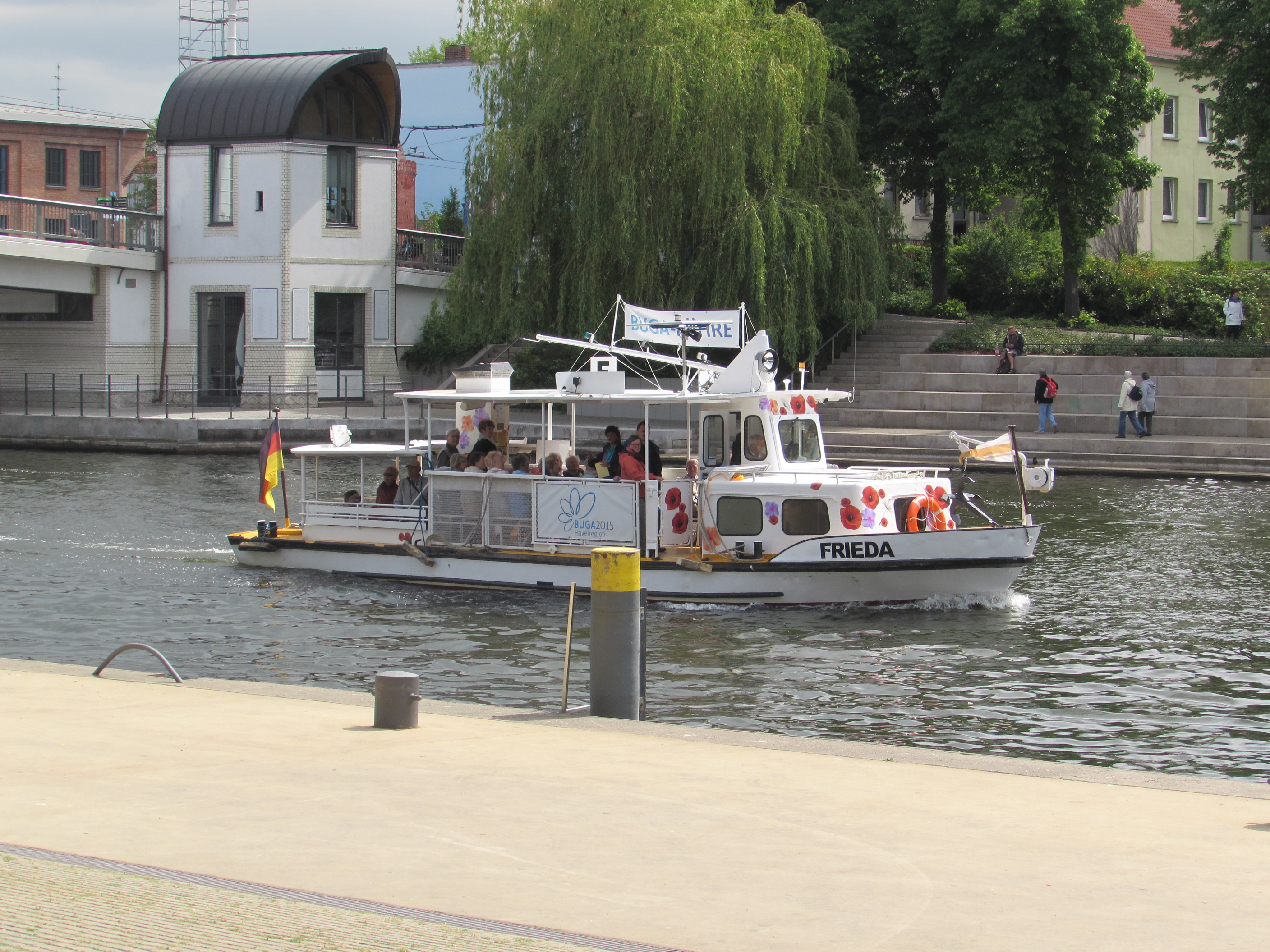
Frieda als BUGA-Fähre

Das Motorfährschiff Frieda wurde 1986 in der Schiffswerft Laubegast in Dresden gebaut. Ihr Name zu dieser Zeit lautete Niederpoyritz. Erster Eigner des Schiffes war der VEB Verkehrsbetriebe der Stadt Dresden. Die Niederpoyritz war das letzte einer neun Schiffe umfassenden Neubauserie vom Typ Scharfenberg. Die Schiffe dieser Baureihe variierten beispielsweise bezüglich der Motoren und Toiletten. Typschiff der Serie war das Fährmotorschiff Silberpfeil, das in der Gemeinde Scharfenberg zum Einsatz kam. Die Niederpoyritz wurde auf verschiedenen Fährverbindungen im Stadtgebiet Dresdens über die Elbe eingesetzt. Im Oktober 2012 wurde die Niederpoyritz zusammen mit der Pillnitz an die Nordstern Reederei verkauft. In Brandenburg wurde das Schiff in Frieda umgetauft.
Seit 2013 kommt die Frieda verschiedentlich als Fahrgastschiff oder als Fähre zum Einsatz. In der Saison 2014 wurde sie auf der Fährverbindung zwischen dem in der Innenstadt Brandenburgs gelegenen Salzhof und den Ausflugszielen Buhnenhaus und Malge eingesetzt. Zur Bundesgartenschau 2015 wurde sie in Brandenburg als sogenannte BUGA-Fähre neben den Schiffen Pusteblume, Fleißiges Lieschen und Klatschmohn zum Shuttletransport auf der Havel vom zentralen Parkplatz am Wiesenweg westlich der Neustadt zum Packhof- und zum Salzhofufer an der St.-Johannis-Kirche eingesetzt. Die Fährlinie hatte mit ihren drei Stationen eine Gesamtlänge von etwa einem Kilometer.

## Technische Daten
Die 1986 gebaute Fähre hat eine Länge von 14,25 Metern, eine Breite von 3,32 Metern und einen Tiefgang von 0,75 Metern. Sie wurde mit einem Viertaktvierzylinder-Dieselmotor aus dem Motorenwerk Cunewalde versehen, der auch im Multicar  verbaut wurde. Dieser 30 PS leistende Motor wurde 1999 gegen einen Dieselmotor der Deutz AG mit 44 PS getauscht.